# پاتریک باوم (بازیکن تنیس روی میز)
پاتریک باوم (انگلیسی: Patrick Baum؛ زادهٔ ۲۳ ژوئن ۱۹۸۷) یک بازیکن تنیس روی میز اهل آلمان است. 
وی در مسابقات کشوری و بین‌المللی در مجموع برنده ۴ مدال طلا، ۴ مدال نقره، ۳ مدال برنز شده‌است.